# ゴールデンビーチるもい
ゴールデンビーチるもいは北海道留萌市沖見町地先にある人工海浜の海水浴場。道北エリアでは最大級の海水浴場である。

## 概要
約1キロにわたり、砂浜が続いている。
7月上旬にはビーチバレーの大会が開催され、シーズン中はトーイングチューブなどのマリンスポーツが体験できる。

## 設備
北ゾーン
管理棟、温水シャワー、脱衣場、炊事場、水洗トイレ（多目的用あり）、ゴミ集積所、緑地サイト
南ゾーン
管理棟、温水シャワー、脱衣場、炊事場、水洗トイレ（多目的用あり）、ゴミ集積所

## 利用案内
- 遊泳時間-9：00～16：00

## 交通アクセス
- ＪＲ留萌駅から車で約8分。深川留萌自動車道留萌インターチェンジから約10分。(840台分の有料駐車場あり）
- ＪＲ留萌駅からタクシーで約８分。
- バス留萌市内線「留萌税務署前」から約１km。